# Роздільнянський район (1930—2020)
Роздільня́нський райо́н — колишня адміністративна одиниця УРСР та України, що була розташована у центральній частині Одеської області. Адміністративний центр — місто Роздільна.
Складався з 20 рад, до складу яких входило 86 населених пунктів.
Ліквідований відповідно до Постанови Верховної Ради України «Про утворення та ліквідацію районів» № 807-IX від 17 липня 2020 року.

## Загальні відомості
Район був розташований за 70 км північно-західніше від міста Одеси. Район межував: на півночі — з Великомихайлівським (сухопутна ділянка 40,8 км), на сході — з Іванівським (сухопутна ділянка 36 км, по Хаджибейському лиману — 24 км), на півдні — з Біляївським (сухопутна ділянка 70,0 км), на заході — з Республікою Молдова. На кордоні з Республікою Молдова знаходились два пропускних пункти: автомобільний в Розалівці і два в Кучургані: автомобільний і залізничний.
Районний центр: Роздільна.
Загальна площа території району становила 1368 км². Середня густота населення — 58.2 особи на 1 км².
Склад: 1 міська, 1 селищна та 18 сільських рад,

## Передісторія земель району
Активне заселення краю почалося після російсько-турецької війни 1768—1774 років, коли на звільнених землях в Північному Причорномор'ї з'явилися на запрошення Катерини II народи європейських країн.
У 1775 році, після розгрому Запорізької Січі козаки змушені були переселитись на Кубань, в Північне Причорномор'я і на Дунай. Звільнені землі роздавалися на пільгових умовах генералам, офіцерам, прапорщикам, іншим військовим.
Після смерті Катерини ІІ, імператор Олександр I продовжував запрошувати іноземців на звільнені землі. Згідно з його указом від 31 грудня 1804 року була утворена Херсонська губернія, а у 1818 році — Новоросійське генерал-губернаторство, куди входили 4 повіти: Херсонський, Тираспольський, Овідіопільський, Лисаветградський. Пізніше до Херсонської губернії входили Одеський, Ананьївський, Тираспольський та Херсонський повіти.
На початку XIX століття села і хутори Роздільнянського району старого адміністративного поділу входили до складу Одеського та Тираспольського повітів.
Поселенці між Південним Бугом і Дністром оголошувались особисто вільними, орендували землю у поміщиків. І в наших краях виникли німецькі колонії: Зельці та Кандель (об'єднані у Лиманське), Страсбург та Баден (об'єднані у Кучурган), Ельзас (Щербанка), багато німців поселилися в селах Бецилове, Єреміївка, Понятівка, Фрейдерове (Балкове), Бринівка, Кошари, Степанівка та інших селах району. Земельні наділи, що виділяв імперський уряд Росії поселенцям, називалися «дачами».
У 1892 році всі села і хутори Одеського та Тираспольського повітів поділялись на волості. До Одеського повіту входили Більчанська (тепер Іванівський район), Куртівська (згодом Новоукраїнська сільрада), Баденська, Зельцька, Страсбурзька волості. До Тираспольського повіту входили Ново-Петрівська, Понятівська, Слободзейська, Розаліївська волості. У складі Розаліївської волості серед інших знаходилася і Роздільна.
Більшість населених пунктів району засновано наприкінці 18‑го і на початку 19‑го століття. Деякі з'явилися у 19 — початку 20‑го століття.
Найстаріші села району: Куртівка, Зельці, Баден, Страсбург, Кандель, Ельзас. Село Куртівка засноване у 1793 році, коли навколишні землі одержав відставний капітан Курта. Своїм прізвищем він назвав село — Куртівка.
Ім'ям поміщиків назвали й села Єреміївка, Калантаївка, Бецилове, Фестерове, Шеметове та інші.
У 1926 році у районі знаходилися сільради с компактним проживанням німців: Блонська (585 осіб), Єреміївська (926 осіб), Коноплянська (2538 осіб), Силівська (1468 осіб), Фрейдорфська (1188 осіб).

### Передісторія створення району
7 березня 1923 року в Одеській окрузі Одеської губернії Української РСР з волостей Тираспольського (Понятівська та Більчанська) і Одеського (Євгенівська) повітів, з центром в Янівці, був створений Янівський район.
28 квітня 1926 року Северинівський (Ленінський) район Одеської округи був розформований, а Северинівську, Олександрійську, Адамівську, Гнатівську, Маринівську, Іллінську й Августівську сільські ради віднесли до складу Янівського району.
15 вересня 1930 року район перейменований на Роздільнянський, а центр перенесений до Роздільної.
 На 15 листопада до складу району входили 23 сільради та 185 населених пунктів.
В 1932 році Роздільнянський район увійшов до новоутвореної Одеської області.
У 1935 році з частини укрупненого Роздільнянського району відокремився новий Янівський район.

### Янівський район
Станом на кінець вересня 1925 року район поділявся на 20 сільрад та складався з 161 населеного пункту. По кількості дворів населені пункти полілялися таким чином: більше 300 дворів — 3; 100—300 дворів — 9; 51—100 дворів — 19; 26—50 дворів — 32; 2—25 дворів — 80,1 двір — 19. Середня кількість подвірь на 1 населений пункт — 36. Загальна кількість домогосподарств у районі — 5791.
Площа району — 1133 км2, населення на 1 січня 1926 року — 33435 (17377 жінок), щільність населення — 29,5 осіб/км2.
Національний склад населення Тарасо-Шевченківського району Одеської округи складався переважно з українців, на другому місці за кількістю населення були німці, на третьому — євреї та молдовани. У районі було 44 чотирирічні трудшколи, де навчалося 2524 учнів та працювало 55 вихователів; одна семирічна школа з 344 учнями та 13 педагогами; один постійний дитячий будинок з 40 дітьми. У селі Карповка була сільгосп. профшкола 3 5 педагогами та 36 учнями.
На території району було 8 хат-читалень, 3 сільбудинки, 1 драмгурток. Район був поділений на три лікарських ділянки, де працювало 3 мед. установи, де працювали 3 лікарі, один зубний лікар та 3 фельдшери і 3 особи младшого мед. персоналу, функціонувало 2 аптеки.
У районі було 5230 селянських особистих господарств, 1 колгосп, 5 артілів, 5 радгоспів. Площа орної землі складала 88330 десятин, всього придатної землі було 101030 десятин. У селі Євгенівка був млин, орендар Шварман і Вакс (б. Корчева), де працювало 2 робітника. Інші заклади дрібної промисловості: 2 з виробництва цементової цегли і плит, 40 кузень, 3 бондарських виробництва, 7 столярсько-теслярських, 2 з виробництва дерев'яних колес. 4 вальцових млина, 1 олійне та 4 виробництва вина. Всього дрібних виробництв 64.
З кустарно-ремісничої промисловості: 1 бондарське виробництво, 3 паркетових та столярсько-будівельних, 42 виробництва взуття, всього — 6.
На залізничній станції Роздільній, що знаходилась у районі, була телефонна станція. Станції Карпове та Єреміївка тоді відносились до Зельцького району. Кількість торговельних закладів у районі: 3 державних, 21 кооперативний, 127 приватних, всього — 151. Обіг за перше півріччя 1924—1925 років становив 612526 карбованців.
На 1 жовтня 1925 року у районі було 49 кооперативів: 16 споживчих товариств, 1 артіль з виробницта харчових продуктів,1 сільсько-господарська комуна, 26 сільсько-господарських артілій, 4 універсальних с/г товариства, 2 виноградарські товариства.
Податки у 1925—1926 роках: з сільського господарства — 28275 карб., промисловий податок — 840 карб., прибутковий — 805 карб., всього — 29768 карб.

## 30-ті роки XX століття
У 1930 році на території райони були дві лікарні з загальною кількість ліжок — 60 та 7 лікарів, одна амбулаторія, одна консультаційна охматдиту, 66 чотирирічних шкіл з 91 вчителями та 3433 учнями, семирічних шкіл — 4 з 48 учителями та 1142 учнями, одна школа молоді старшого віку з 4 учителями 59 учнями; 209 сільських господарств, 26 зернових та 2 птахівницьких с/г товариств, 29 колгоспів.
Видатки, призначені за бюджетом на 1935 рік — 1352,3 тис. карбованців, з них на соцкультзаходи — 836,3 тис. карбованців. у райцентрі була філія Держбанку. На території району у 1935 році були 2 МТС, 1 МТМ, 76 колгоспів, 2 базари, 3 амбулаторії, 4 медпункти, 1 лікарні та 1 аптека. А також: 45 початкових шкіл (2372 учня), 10 неповних середніх (1767), 2 повні середні (1382), 17 бібліотек, 28 дитячих майданчиків, 12 клубів.

## Друга світова війна
З перших днів Німецько-радянської війни район був переведений на воєнний стан, місто зазнавало безперервних бомбардувань німецько-румунської авіації. В дієву армію пішло 1120 жителів району. В оборонних боях за Роздільну та район брали участь частини 25‑ї Чапаївської та 95‑ї молдавської стрілецької дивізій.
З 8 серпня 1941 року німецько-румунські війська захопили територію району і встановили на 32 місяці окупаційний режим. За час окупації було знищено школи, лікарні, залізничну станцію, багато мешканців району. У період окупації румунами в районі були створені каральні і контррозвідувальні органи: районна жандармерія з жандармськими постами в 4 населених пунктах. У німецьких селах існувала комендатура гестапо і команда СС. У німецьких колоніях комендатурою СС були створені загони «Сельбстмутц» з місцевих німців, які виконували політичні функції при комендатурі СС. Вигнали нацистських окупантів з району 4‑8 квітня 1944 року війська 3-го Українського фронту під командуванням генерала Малиновського Р. Протягом війни на фронт пішло 4,6 тисячі осіб, 3012 наших земляків було нагороджено бойовими орденами та медалями. З фронту не повернулося 4216 роздільнянців. Протягом війни на території району загинуло 1267 воїнів РСЧА.

## Післявоєнний час
У 1951 році до Роздільнянського району було переселено 410 сімей українців-бойків (1845 осіб) у села Єреміївка (106 сімей), Бецилове (129 сімей), Будьоннівка (175 сімей).
Станом на 1978 рік у районі мешкало 58,3 тис. осіб, з них 35,3 тис. — сільське. Щільність — 42,5 осіб/км2. Район ділився на одну міську, одну селищну та 14 сільських рад та мав 87 населених пунктів. Площа — 1368 км2. У районі було 14 колгоспів та 11 радгоспів, 28 промислових підприємств, 58 медичних закладів, з них 8 лікарень з 72-ма врачами. Освіта: 45 загальноосвітні школи, з них 16 середні, 14 восьмирічні, 11 навчальні, 3 вечірні і 1 районна заочна середня школа, спецшкола-інтернат, професійно-технічні училища №1 та №5, в яких навчалося 12195 осіб та працювало 850 педагогів. Також функціонувало 17 палаців культури та 18 клубів, 49 бібліотек, 1 музей, 54 кінообладнання, музична та дитячо-юнацька спортивна школи.

## Ліквідація району
Відповідно до Постанови Верховної Ради України № 807-IX від 17 липня 2020 року район був ліквідований. Замість нього був створений новий Роздільнянський район, до складу якого ввійшли території 9 громад: Великомихайлівської селищної, Великоплосківської сільської, Затишанської селищної, Захарівської селищної, Лиманської селищної, Новоборисівської сільської, Роздільнянської міської, Степанівської сільської, Цебриківської селищної територіальних громад. Раніше території цих громад входили до складу Роздільнянського (поділ 1930—2020), Великомихайлівського, Захарівського та частини Ширяївського районів.
Території 17 місцевих рад колишнього Роздільнянського району ввійшли до складу новоствореного Роздільнянського району. Лише Єгорівська сільська рада відійшла до новоствореного Одеського району, приєднавшись до Дачненської сільської громади.

## Населення
| 1926  | 1930  | 1933  | 1935  | 1978  | 2001  | 2009  | 2010  | 2011  | 2012  | 2013  | 2014  | 2015  | 2016  | 2017  | 2018  | 2019  | 2020  |
| ----- | ----- | ----- | ----- | ----- | ----- | ----- | ----- | ----- | ----- | ----- | ----- | ----- | ----- | ----- | ----- | ----- | ----- |
| 33435 | 42004 | 46394 | 31699 | 58300 | 56897 | 56938 | 57154 | 57498 | 57677 | 57853 | 58070 | 58294 | 58339 | 58159 | 57894 | 57628 | 57209 |

Особливістю національного складу населення Роздільнянщини була його багатонаціональність. На території району проживали представники 59 національностей і народностей, а саме: українці — 77,6 %, росіяни — 13,7 %, молдовани — 5,2 %, болгари — 0,9 % та інші близько 2,6 % (білоруси, німці, вірмени, гагаузи, поляки, татари, цигани, євреї та інші національності).
Найбільше місто Роздільнянщини — її адміністративний центр Роздільна (17 913 жителів). Серед інших населених пунктів виділялись Лиманське (7 385 жителів) та Кучурган (3,7 тис. жителів).
| 2009  | 2010  | 2011  | 2012  | 2013  | 2014  | 2015  | 2016  | 2017  | 2018  | 2019  | 2020  |
| ----- | ----- | ----- | ----- | ----- | ----- | ----- | ----- | ----- | ----- | ----- | ----- |
| 24957 | 25051 | 25232 | 25248 | 25298 | 25360 | 25453 | 25528 | 25426 | 25298 | 25180 | 25000 |

В районі був 21 орган місцевого самоврядування: Роздільнянська районна, Роздільнянська міська, Лиманська селищна та 18 сільських рад, яким були підпорядковано 87 населених пунктів, населення яких станом на 2018 рік становило 57 894 особи, з них міського — 25 298, сільського — 32 596 осіб.
Розподіл населення за віком та статтю (2001):
| Стать | Всього | До 15 років | 15-24 | 25-44 | 45-64 | 65-85 | Понад 85 |
| --- | ------ | ----------- | ----- | ----- | ----- | ----- | -------- |
| Чоловіки | 26 537 | 5759        | 4054  | 8182  | 6191  | 2280  | 71       |
| Жінки | 30 357 | 5551        | 3960  | 8278  | 7759  | 4480  | 329      |
| \| Статево-вікова піраміда \| Статево-вікова піраміда \| Статево-вікова піраміда \| \| ----------------------- \| ----------------------- \| ----------------------- \| \| Чоловіки \| Вік \| Жінки \| \| 71 \| 85 + \| 329 \| \| 125 \| 80-84 \| 472 \| \| 413 \| 75-79 \| 1051 \| \| 781 \| 70-74 \| 1512 \| \| 961 \| 65-69 \| 1445 \| \| 1547 \| 60-64 \| 2240 \| \| 1005 \| 55-59 \| 1366 \| \| 1641 \| 50-54 \| 1979 \| \| 1998 \| 45-49 \| 2174 \| \| 2185 \| 40-44 \| 2300 \| \| 2024 \| 35-39 \| 2174 \| \| 1921 \| 30-34 \| 1820 \| \| 2052 \| 25-29 \| 1984 \| \| 1931 \| 20-24 \| 1839 \| \| 2123 \| 15-20 \| 2121 \| \| 2535 \| 10-14 \| 2413 \| \| 1834 \| 5-9 \| 1810 \| \| 1390 \| 0-4 \| 1328 \| |        |             |       |       |       |       |          |
| Статево-вікова піраміда |        |             |       |       |       |       |          |
| Чоловіки | Вік    | Жінки       |       |       |       |       |          |
| 71 | 85 +   | 329         |       |       |       |       |          |
| 125 | 80-84  | 472         |       |       |       |       |          |
| 413 | 75-79  | 1051        |       |       |       |       |          |
| 781 | 70-74  | 1512        |       |       |       |       |          |
| 961 | 65-69  | 1445        |       |       |       |       |          |
| 1547 | 60-64  | 2240        |       |       |       |       |          |
| 1005 | 55-59  | 1366        |       |       |       |       |          |
| 1641 | 50-54  | 1979        |       |       |       |       |          |
| 1998 | 45-49  | 2174        |       |       |       |       |          |
| 2185 | 40-44  | 2300        |       |       |       |       |          |
| 2024 | 35-39  | 2174        |       |       |       |       |          |
| 1921 | 30-34  | 1820        |       |       |       |       |          |
| 2052 | 25-29  | 1984        |       |       |       |       |          |
| 1931 | 20-24  | 1839        |       |       |       |       |          |
| 2123 | 15-20  | 2121        |       |       |       |       |          |
| 2535 | 10-14  | 2413        |       |       |       |       |          |
| 1834 | 5-9    | 1810        |       |       |       |       |          |
| 1390 | 0-4    | 1328        |       |       |       |       |          |

За переписом 2001 року розподіл мешканців району (включно з райцентром) за рідною мовою був наступним:
- українська — 68,06 %
- російська — 28,42 %
- молдовська — 2,53 %
- болгарська — 0,26 %
- вірменська — 0,18 %
- білоруська — 0,17 %
- гагаузька — 0,10 %

| 2009  | 2010  | 2011  | 2012  | 2013  | 2014  | 2015  | 2016  | 2017  | 2018  | 2019  | 2020  |
| ----- | ----- | ----- | ----- | ----- | ----- | ----- | ----- | ----- | ----- | ----- | ----- |
| 31981 | 32103 | 32266 | 32429 | 32555 | 32710 | 32841 | 32811 | 32733 | 32596 | 32448 | 32209 |

| Рік  | Наявне населення на початок року, осіб                                                                                             | Кількість випадків прибуття, осіб | Кількість випадків вибуття, осіб | Міграційний приріст, скорочення (-), осіб | Кількість живонароджених, осіб | Кількість померлих, осіб | Кількість померлих у % від загальної к-ті населення | Природний приріст, скорочення (-), осіб | Кількість померлих дітей у віці до 1 року, осіб | приріст разом з міграцією, осіб |
| Рік  | Наявне населення на початок року, осіб                                                                                             | Дані на кінець року               | Дані на кінець року              | Дані на кінець року                       | Дані на кінець року            | Дані на кінець року      | Дані на кінець року                                 | Дані на кінець року                     | Дані на кінець року                             | Дані на кінець року             |
| ---- | --- | --------------------------------- | -------------------------------- | ----------------------------------------- | ------------------------------ | ------------------------ | --------------------------------------------------- | --------------------------------------- | ----------------------------------------------- | ------------------------------- |
| 2010 | ▲57154 | 822                               | 683                              | 139                                       | 863                            | 898                      | 1,57                                                | -35                                     | 13                                              | 104                             |
| 2011 | ▲57498 | 737                               | 649                              | 88                                        | 849                            | 893                      | ▼1,55                                               | -44                                     | 4                                               | 44                              |
| 2012 | ▲57677 | 713                               | 682                              | 31                                        | 890                            | 837                      | ▼1,45                                               | 53                                      | 9                                               | 84                              |
| 2013 | ▲57853 | 642                               | 667                              | -25                                       | 893                            | 833                      | ▼1,44                                               | 60                                      | 6                                               | 35                              |
| 2014 | ▲58070 | 872                               | 668                              | 204                                       | 897                            | 877                      | ▲1,51                                               | 20                                      | 5                                               | 224                             |
| 2015 | ▲58294 | 775                               | 636                              | 139                                       | 745                            | 839                      | ▼1,44                                               | -94                                     | 6                                               | 45                              |
| 2016 | ▲58339 | 396                               | 450                              | -54                                       | 697                            | 823                      | ▼1,41                                               | -126                                    | 11                                              | -180                            |
| 2017 | ▼58159 | ?                                 | ?                                | -15                                       | 598                            | 848                      | ▲1,46                                               | -250                                    | 5                                               | -265                            |
| 2018 | ▼57894 | ?                                 | ?                                | -38                                       | 559                            | 787                      | ▼1,36                                               | -228                                    | 1                                               | -266                            |
| 2019 | ▼57628 | 662                               | 804                              | -142                                      | 522                            | 799                      | ▲1,39                                               | -277                                    | 7                                               | -419                            |
| 2020 | ▼57209 | 530                               | 658                              | -128                                      | 521                            | 784                      | ▼1,37                                               | -263                                    | ?                                               | -391                            |
| 2020 | На кінець 2020 року район вже був ліквідований, нижче вказані дані перед ліквідацією — 1 липня 2020 року (за перші 6 місяців 2020) |                                   |                                  |                                           |                                |                          |                                                     |                                         |                                                 |                                 |
| 2020 | ▼57044 | 213                               | 289                              | -76                                       | 260                            | 349                      | ▼0,61                                               | -89                                     | ?                                               | -165                            |

| Вікова група | міська місцевість | міська місцевість | сільська місцевість | сільська місцевість |
| Вікова група | чоловіки          | жінки             | чоловіки            | жінки               |
| ------------ | ----------------- | ----------------- | ------------------- | ------------------- |
| 0-14         | 2 357             | 2 155             | 3 449               | 3 266               |
| 0-15         | 2 502             | 2 294             | 3 640               | 3 440               |
| 0-17         | 2 767             | 2 534             | 3 981               | 3 737               |
| 15-64        | 8 090             | 8 750             | 10 462              | 10 961              |
| 16-59        | 7 262             | 7 627             | 9 412               | 9 720               |
| 16 і старше  | 9 121             | 11 029            | 11 776              | 13 642              |
| 18 і старше  | 8 856             | 10 789            | 11 435              | 13 345              |
| 60 і старше  | 1 859             | 3 402             | 2 364               | 3 922               |
| 65 і старше  | 1 176             | 2 418             | 1 505               | 2 855               |

## Промисловість
В економіці району провідне місце займало сільське господарство, основу якого становили 25 приватних сільськогосподарських підприємств, 242 селянських (фермерських) господарства. Всього в районі працював понад 350 виробник товарної сільськогосподарської продукції. У сільському господарстві переважає вирощування зернових, технічних культур, овочів, виноградарство і садівництво. Значний розвиток мало тваринництво.
Промисловість району була представлена 8 основними підприємствами. У структурі промислового виробництва найбільшу питому вагу займала харчова та переробна промисловість — 95,0 %
Основна продукція, що вироблялася промисловими підприємствами, була представлена ТОВ «Агроком» — до 50 найменувань молочної продукції високої якості, ТОВ «Хлібна гавань» — виробництво борошна, ВАТ «Кучурганський цегельний завод» — виробництво цегли будівельного, ТОВ «Ланжерон і К» — виробництво алкогольних напоїв, ТОВ «Гарант-2» — виробництво алкогольних і безалкогольних напоїв, ВАТ «Отрадовське» — виробництво м'яса курячого, ТОВ "Роздільнянський хлібокомбінат «Добро хліб» — виробництво хлібобулочних виробів.
Роздільнянський район лідирував в області за темпами газифікації. Загальна протяжність газопроводів досягала 350 км, Газифіковано 50 % території району.

## Освіта
На території району функціонували два спеціальні середні заклади ПТУ № 13 (с. Степове) і ПТУ № 41 (смт. Лиманське). Училища готували механізаторів широкого профілю для сільського господарства.
Мережа загальноосвітніх закладів району налічувала 32 школи І, II та III ступенів, 75 з яких з державною мовою навчання. Контингент дітей, які навчалися у школах району становив 9049 учнів. Навчальний процес забезпечували 700 педагогів, 85 % з яких мали вищу освіту.
В Роздільній та селищі Лиманське працювали музичні школи. Навчанням було охоплено 360 дітей. В місті Роздільна працював районний центр творчості дітей та учнівської молоді, де в 63 групах займалися 960 дітей шкіл міста та району.
В селищі Лиманське працювала школа-інтернат для дітей з особливими потребами.
Населення району обслуговувало 33 бібліотеки, з яких 30 знаходились в сільській місцевості, Книжковий фонд становив 530 тисяч примірників.

## Соціальна сфера
Культурно-освітню роботу в районі проводили 20 клубних установ, в яких 5 колективів мали звання «народний».
В районі функціонував 41 медичний заклад, який обслуговували 92 лікарі; в с. Кучурган працював єдиний в Україні «Укрлепрозорій».
В районі було зареєстровано 60 політичних партій, 43 громадські організації, релігійні потреби району задовольняли 35 громад.

## Транспорт
Головна особливість географічного розташування району — прикордонне положення, широкий вихід до доріг державного значення E95М05 (Київ-Одеса), E58 (Одеса—Кучурган) та E581, вузлової станції Роздільна I Одеської залізниці визначили його значні переваги та транспортні можливості. Загальна протяжність доріг державного значення 49 км: Київ—Одеса − 34 км, Одеса—Кучурган — 15 км. Два транспортних коридори проходили через одну з найбільших вузлових станцій України — Роздільна-Сортувальна, яка входить до складу Одеської залізниці. Тут формуються потяги на основні напрямки: Молдову, Західну Європу, Київ, морські порти. За своїми технічними спроможностями станція розрахована на щодобове перероблення 70 потягів всіх видів класності. З введенням в дію нового вокзального комплексу здійснена повна модернізація станції. Платформи здатні одночасно приймати 3 потяги в різних напрямках.
Фізико-географічне положення району сприяло розташуванню військового аеродрому, який починаючи з 1997 року сертифікований за цивільними льотними процедурами, обслуговує міжнародні польоти повітряними суднами типу АН‑124, «Руслан», «ІЛ‑76» і класом нижче.
На базі аеродрому функціонують авіаційно-спортивні клуби.
Територією району пролягав газотранспортний коридор Шебелинка – Ізмаїл.

## Соціально-економічне становище Роздільнянського району перед ліквідацією
У січні–травні 2020 року кількість населення району зменшилась на 123 особи й, за оцінкою, на 1 червня 2020 року становила 57086 осіб. Кількість померлих перевищило кількість живонароджених — 286 та 219 осіб відповідно. Міграційне скорочення становило 56 осіб.
Заборгованість із виплати заробітної плати на 1 червня 2020 року відсутня.
У січні–травні 2020 року населенню району нараховано до сплати за житлово-комунальні послуги (без урахування постачання природного газу) 7727,2 тис.грн. Оплачено, включаючи погашення боргів попередніх періодів, 7242,2 тис. грн (93,7% нарахованих сум). Заборгованість населення з платежів на кінець травня 2020 року становила 5812,5 тис.грн.
За даними прокуратури Одеської області, у січні–червні 2020 року обліковано 357 кримінальних правопорушень, що на 28,9% більше, ніж у січні‑червні 2019 року Із загального числа зафіксованих правоохоронними органами кримінальних проявів 120 —тяжкі та особливо тяжкі.
На 1 липня 2019 року сільськогосподарськими підприємствами (крім малих) одержано 5,7 тис.ц зерна. У середньому з 1 га обмолоченої площі одержано зернових та зернобобових культур 12,7 ц.
У січні–червні 2020 року у підприємствах загальні обсяги виробництва м’яса (реалізації на забій сільськогосподарських тварин у живій масі) становили 307 ц, що у порівнянні з січнем–червнем 2019р. менше на 74,6%, молока —1305 ц, що на 62,4% менше.
За оперативними даними, на 1 липня 2020 року кількість великої рогатої худоби у підприємствах становила 160 голів, що менше, ніж на 1 липня 2019р., на 24,2%, у тому числі корів — 75 голів (на 25,0% менше). Кількість свиней становила 794 голови (на 42,7% менше), овець та кіз — 1864 голови (на 6,7% менше).
У січні–травні 2020 року промисловими підприємствами району реалізовано продукції на 22,4 млн грн, що становить 0,1% від обсягу реалізованої продукції по області. Обсяг реалізованої продукції на 1 особу становив 390,2 грн.
На 1 липня 2020 року у районі зареєстровано 953 юридичні особи.

## Кордон
Територією району по залізниці, суші та воді пролягала лінія Українсько-Молдовського кордону на Придністровській ділянці, яка мала протяжність 34,1 км, з них 6,3 км по водній поверхні Кучурганського водосховища. Охорону безпеки України тут ніс особовий склад Прикордонної та Митної служби. Район віднесено до контрольованої прикордонної зони. На території діють 3 прикордонних пункти, в тому числі 2 міжнародних (1 — автомобільний, 1 — залізничний), 1 міждержавний спрощеного пропуску громадян. Міжнародний автомобільний прикордонний пункт розташований в с. Кучурган, міжнародний залізничний прикордонний пост розташований с. Труд-Куток ст. Кучурган, міждержавний прикордонний пост спрощеного пропуску розташований с. Розалівка.

## Релігія
В районі були зареєстровані 42 релігійні громади: 20 — Української православної церкви Московського патріархату, 5 — Української православної церкви Київського патріархату, 3 — Євангельських християн-баптистів, 2 — Християн віри євангельської, 2 — Української Греко-католицької церкви, 2 — Свідків Єгови, 1 — Адвентистів сьомого дня, 1 — церкви Святого Духа, 1 — Римо-католицької парафія, 1 — Української Християнської Євангельської Церкви, 1 — Євангельська церква Ханаан, 1 — УПЦ Ікони Божої Матері «Споручниці грішних», 1 — монастир Одеської єпархії руської православної церкви за кордоном Святителя Іоана (Максимовича), 1 — УПЦ «Храм Ікони Казанської Божої матері».

## Природа та географія району

### Лиман, річки та водосховище

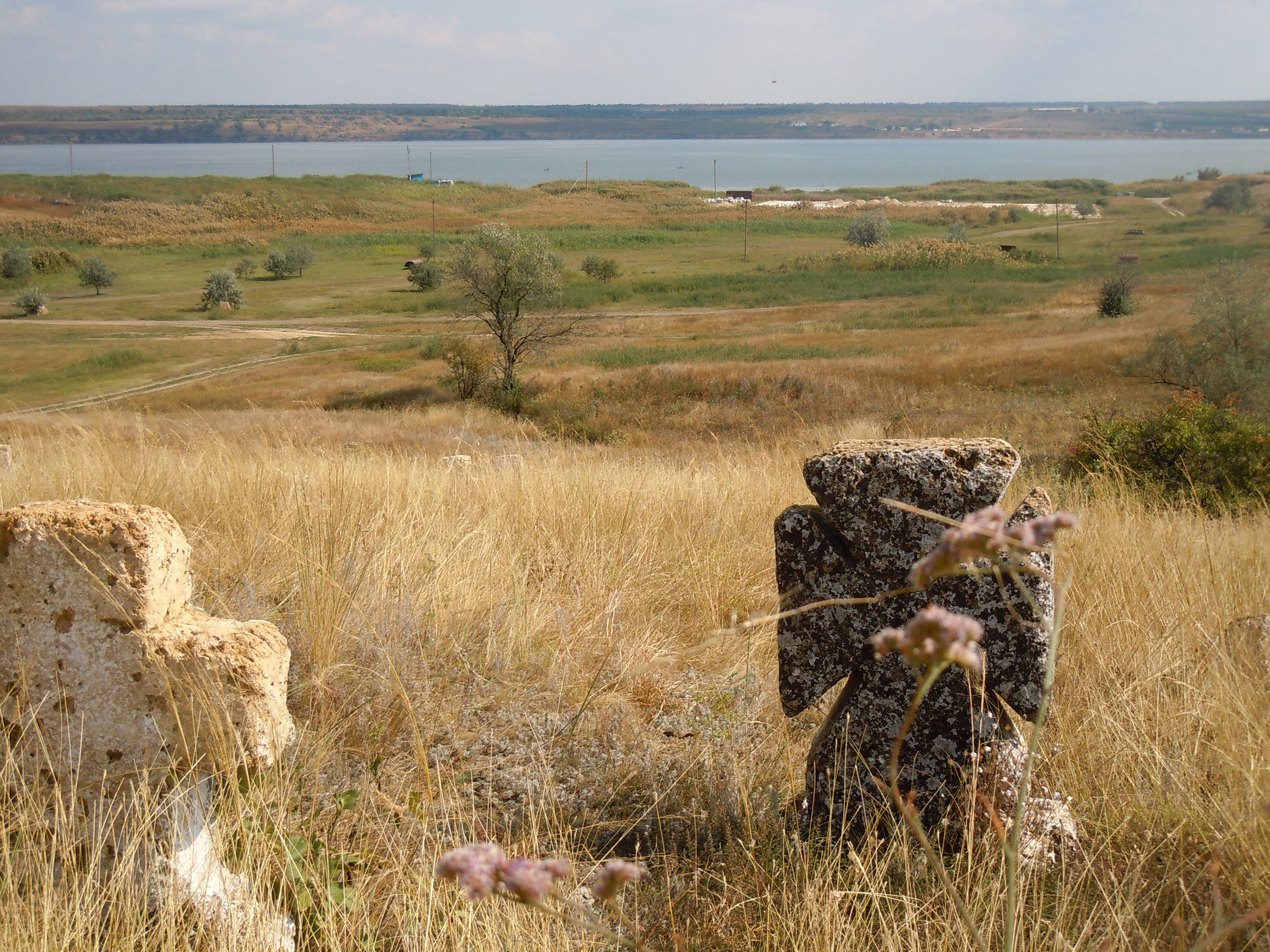
Схили Хаджибейського лиману біля села Богнатове

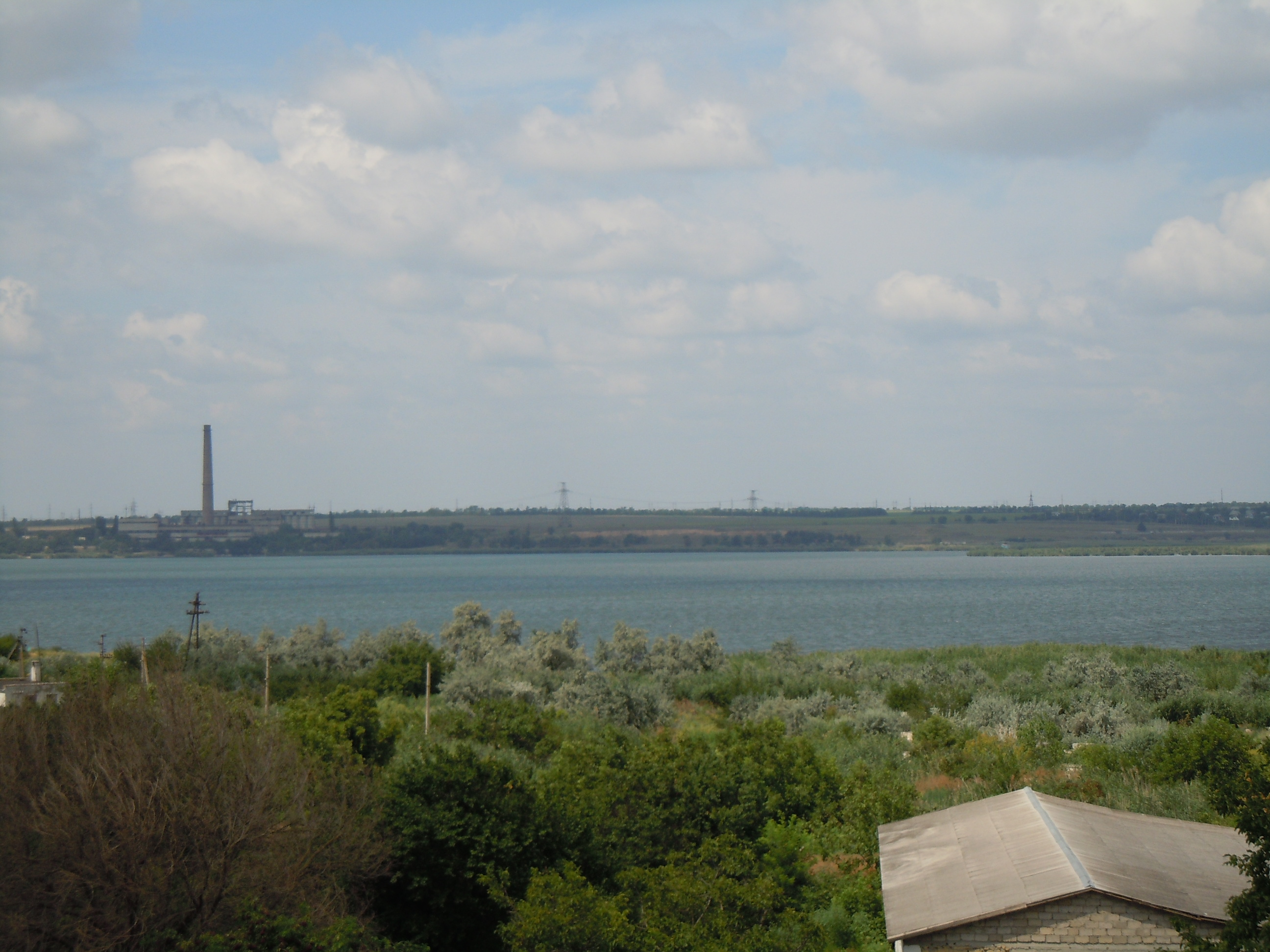
Кучурганське водосховище в селищі Лиманське

На території Роздільнянщини протікають річки: Кучурган, Барабой, Свина, Карпів Яр. Також є такі водойми, як Хаджибейський лиман та Кучурганське водосховище, що іноді помилково називають лиманом. Останній слугує джерелом води для Молдавської ДРЕС.

### Природа

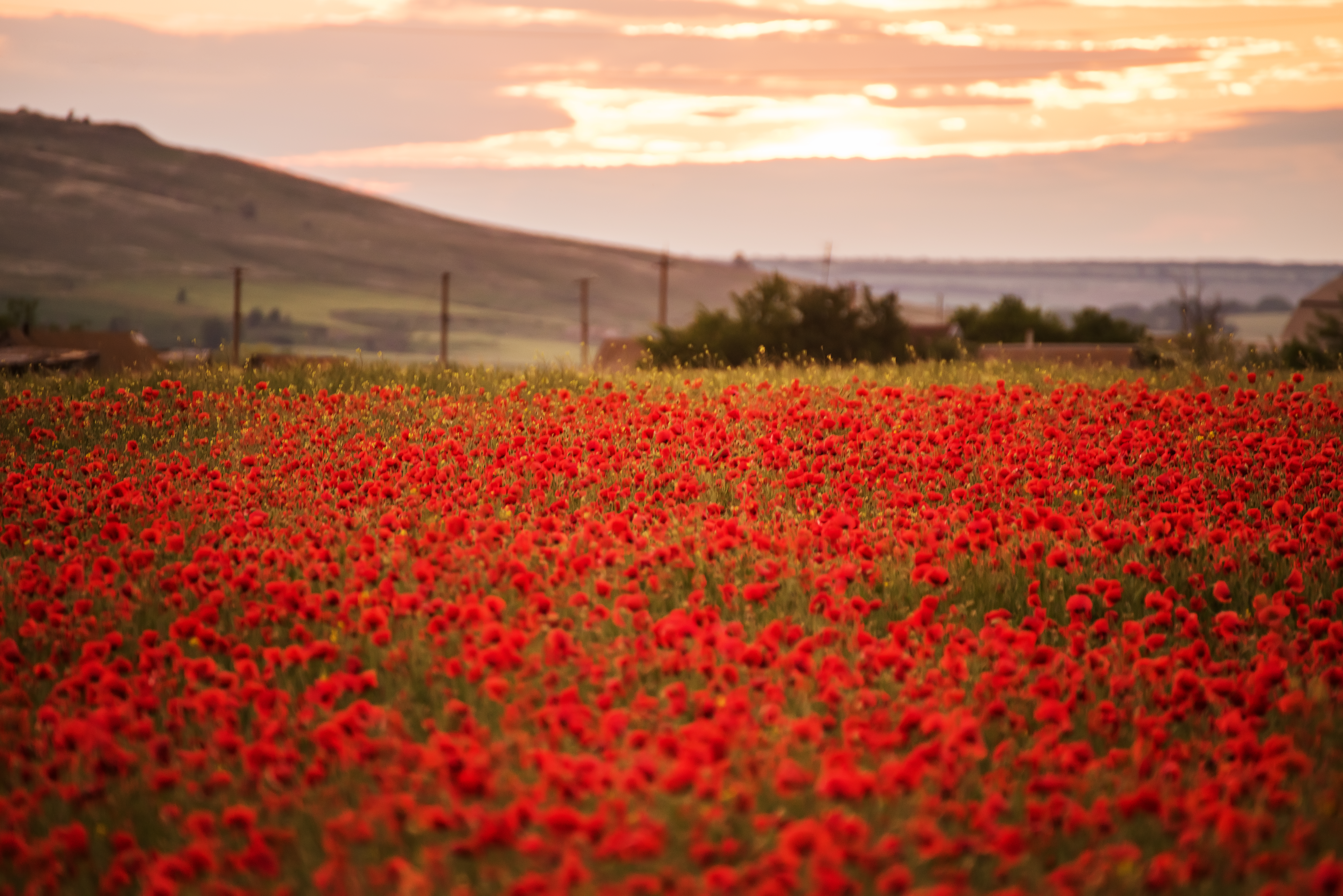
Костянська балка

Природа Роздільнянщини, головним чином, репрезентована різнотрав'ям, ксенофільними видами, з яких частіше других зустрічаються люцерна, молочай, шавлія та інші. З півчагарників найбільш численний полин австрійський. Природна деревна рослинність майже цілком відсутня. Лише на окремих ділянках північних схилів збереглися невеличкі зарості чагарників. Загальна площа лісів по району становить 6180 га. Щоб захистити ґрунти від суховіїв та ерозії, а дороги від снігових заметів, практикою стало смугове деревонасадження. Початок йому покладено в районі ще XIX ст., але більшість сучасних лісосмуг було насаджені протягом 1940—1950-х років. По них ростуть різні види дерев: дуб, клен, біла й жовта акація, ясен, в'яз (бересток), волоський горіх, абрикос, черешня, лох, шовковиця, тополя, шипшина тощо. Невдовзі ці смуги стали притулком для сірих куріпок, сорок, перепелиць, ворон, жайворонків та інших птахів.
Однією з особливостей району є комплекс Хаджибейського лиману, який може похвалитися багатим складом флори та фауни. На території Роздільнянщини існує унікальний ботанічний заказник «Костянська балка». «Костянська балка» — заказник, створений на площі 22,7 га у 1993 році. На території заказника збереглася досить значна видова різноманітність рослин, близько 18 видів судинних рослин з Червоної книги України та Червоного списку Одеської області (голонасінник одеський, астрагал шерстистоквітковий тощо). Також на території заказнику зустрічаються рослинні угрупування з Зеленої книги України (формації ковили волосистої та мигдалю низького). До птахів і тварин, занесених до Червоної книги, належать видра, орлан-білохвост, степовий орел, лелеки — білий та чорний, ескулапова змія.

### Охорона природи
На території району знаходиться унікальне підприємство ТОВ «Рідна природа». Усього за 33 км від Одеси на території заказника «Рідна природа» розташований унікальний природний комплекс в районі с. Єгорівка. Заказник розташований в лісостеповій зоні поруч з величезним озером. ТОВ «Рідна природа» реалізує програму по збереженню і розвитку популяцій видів дикої флори і фауни, притаманною виключно цьому маленькому і чудесному шматочку землі Україна, а саме: коні, ведмеді, лані, муфлони, кабани, качки, фазани, цесарки, павичі.
На території району створено ботанічний заказник місцевого значення «Костянська балка».

### Клімат
Клімат Роздільнянщини помірно-континентальний з недостатнім зволоженням, короткою м'якою зимою та довгим спекотним літом. За кліматичними умовами район належить до зони посушливих степів.
Температурний режим Роздільнянщини формується під впливом географічної широти, повітряних мас моря й лиману. 50-55 днів протягом року тут переважає помірне повітря, що взимку дає потепління й опади, влітку похолодання й опади, а 75-85 днів — тропічні повітряні маси, що надходять з Африки й Туреччини, викликаючи підвищення температури на 20-34 °C. Рідко коли залітають до нас арктичні повітряні маси, що несуть із собою раннє осіннє похолодання та весняні заморозки.
Взимку переважає нестала похмура погода з частими, але не довгими похолоданнями. Тривалість зими в середньому — 72 дні. Найхолодніший місяць року — січень. Тривалість весни — 70-78 днів. Починається вона в кінці лютого — на початку березня, а закінчується в середині травня (перехід через +15° С). Літо довге, спекотне, часто посушливе. Кількість днів із середньодобовою температурою, що перевищує + 15 °C, досягає 135—145. Безморозний період становить 240 днів. Річна кількість опадів коливається в межах 350—390 мм на рік, з них на теплий період припадає 220—240 мм. Найменше опадів буває навесні.
Вплив Хаджибейського лиману на клімат порівняно невеликий. Тут континентальність клімату й кількість бездощових днів менша проти інших територій району. Мілководний лиман швидко прогрівається влітку і так само швидко охолоджується взимку.

### Природні копалини
Район має багату сировинну базу: піщані кар'єри, кар'єри з видобутку вапняку, глини, яка йде на виробництво червоної цегли, водні ресурси. Це значний резерв поповнення бюджету, створення нових робочих місць, поліпшення соціальної бази району.

## Відомі жителі і уродженці Роздільнянщини
- Ферстер Єгор Християнович (1756—1826) — російський командир епохи наполеонівських війн, генерал-лейтенант Російської імператорської армії.
- Антон Йоганн Церр (1849—1932) — єпископ Тираспольської єпархії Римо-католицької церкви.
- Олександр Фрізон (1875—1937) — доктор філософії та богослов'я, професор церковної історії та латинської мови
- Станіслав Щавіньскі (1883—1961) — польський вчений, інженер, професор Варшавської політехніки[19]
- Бербеко Олександр Тихонович (1896—1937) — військовий льотчик
- Вік Гоффінгер (1901—1976) — хокеїст
- Осадчий Семен Кузьмович (1904—1936) — Герой Радянського Союзу
- Артеменко Степан Єлизарович (1913—1977) — двічі Герой Радянського Союзу
- Кудрявцев Ничипор Лаврентійович (1915—1941) — Герой Радянського Союзу
- Винник Петро Федорович (1917—1944) — Герой Радянського Союзу
- Вагнер Євген Антонович (1918—1998) — радянський і російський хірург, ректор Пермської державної медичної академії
- Поддавашкін Олександр Васильович (1919—1976) — Герой Радянського Союзу
- Самойлов Володимир Якович (1924—1999) — Народний артист СРСР[20]
- Чорний Іван Іванович (1925—2008) — художник
- Болгарин Сергій Іванович (1925—2002) — Герой Радянського Союзу
- Олійниченко Галина Василівна (1928—2013) — Народна артистка РРФСР
- Оскар Гейльфус (1933—1981) — композитор, музичний педагог, заслужений діяч мистецтв Казахської РСР.
- Янчук Борис Васильович (1935—2009) — письменник, перекладач
- Андреєва-Григорович Аїда Сергіївна (1935) — геолог, палеонтолог
- Тітенко Валерій Григорович (1947) — політик
- Гриневецький Сергій Рафаїлович (1957) — політик
- Жаловага Анатолій Степанович (1957) — релігійний діяч Церкви адвентистів сьомого дня. Ініціатор створення і перший ректор Українського гуманітарного інституту
- Донец Олег (1959) — військовий[21][22]
- Зуєнко Лариса Павлівна (1959) — радянська та українська оперна співачка (сопрано). Заслужена артистка України (2005), Народна артистка України (2016)[23]
- Зайцев Олег Дмитрович (1967) — театральний діяч
- Добровольський Ігор Іванович (1967) — футболіст
- Попович Олег Андрійович (1971—2019) — прапорщик Збройних сил України, учасник російсько-української війни
- Іщенко Сергій Михайлович (1975—2015) — військовий[24]
- Нудний Сергій Вікторович (1980) — футболіст
- Пуцикін Олексій Вікторович (1980—2008) — Герой Російської Федерації
- Логов Антон (1984) — художник
- Рябуха Тарас Михайлович (1988) — військовий[25][26]
- Ковальов Андрій Володимирович (1990) — футболіст
- Хегай Арнольд Аркадійович (1992) — український боксер-професіонал

## Політика
25 травня 2014 року відбулися Президентські вибори України. У межах Роздільнянського району було створено 35 виборчих дільниць. Явка на виборах складала — 37,77 % (проголосували 17 042 із 45 123 виборців). Найбільшу кількість голосів отримав Петро Порошенко — 39,45 % (6 723 виборців); Сергій Тігіпко — 19,40 % (3 307 виборців), Юлія Тимошенко — 9,50 % (1 619 виборців), Вадим Рабінович — 5,57 % (950 виборців), Михайло Добкін — 5,02 % (855 виборців). Решта кандидатів набрали меншу кількість голосів. Кількість недійсних або зіпсованих бюлетенів — 3,77 %.
21 квітня 2019 року відбувся другий тур Президентських виборів України. Явка на виборах складала — 42,4 % (проголосували 22,89 тис. із 43,67 тис. виборців). Найбільшу кількість голосів отримав Володимир Зеленський — 89 % (20,49 тис. виборців); Петро Порошенко — 8% (1,93 тис. виборців).
На парламентських виборах 2019 року по 139 округу депутатом-мажоритарником обрано кандидата від партії «Слуга народа» Ігора Васильковського.